# ジャニーズとアメリカ旅行 EXCITING JOHNNYS SHOW ! 〜ジャニーズ・ショー実況録音〜
『ジャニーズとアメリカ旅行 EXCITING JOHNNYS SHOW ! 〜ジャニーズ・ショー実況録音〜』は、日本のアイドル歌手・ジャニーズが1966年11月にビクターレコードから発売した最初で最後のライブアルバムである。

## 概要
1966年11月。ジャニーズが長期渡米して日本に居ない最中にリリース。
同年1966年8月21日に渋谷公会堂で行われたコンサートより収録。
2022年3月時点未CD化。

## 収録曲
演奏：山屋清とニュー・ジャズ・オーケストラ

### A面
1. ジャニーズです
2. マック・ザ・ナイフ・メドレー （マック・ザ・ナイフ ／ ダウン・バイ・ザ・リバーサイド ／ 聖者の行進）
3. 淋しさはどこから
4. 可愛いあの娘と乗る電車
5. ひとつ隣りの後ろへ3つ
6. ボクの部屋
7. 裸の少年
8. 蜜の味

### B面
1. スワニー 〜 ショータイム・オン・ウェイ
2. タフワフワイ
3. ロンサム・ポールキャッツ
4. ロンサム・タウン
5. 想い出のサンフランシスコ
6. ハイホー・ハイホー 〜 カリフォルニア
7. エイント・シー・スィート
8. セントルイス・ブルース
9. 花のささやき
10. 時計をとめて
11. 想い出を胸に